# 毛竿黄竹
毛竿黄竹（学名：Dendrocalamus membranaceus f. pilosus）为禾本科牡竹属黄竹下的一个变型。

## 扩展阅读
- 維基物種上的相關：毛竿黄竹